# 이시와 마사토
이시와 마사토(일본어: 石輪 聖人, 1996년 5월 25일 ~ )는 일본의 전 축구 선수이다.

## 구단 경력
과거 가이나레 돗토리에서 활동하였다.